# Cold Spring Harbor
Cold Spring Harbor ist eine kleine Ortschaft im Suffolk County, New York an der Nordküste von Long Island. Die US-Volkszählung im Jahr 2020 ergab eine Einwohnerzahl von 3064. Cold Spring Harbor ist ein Teil der Stadt Huntington und Sitz des Cold Spring Harbor Laboratory sowie des Cold Spring Harbor Walfangmuseums.

## Geographie
Das US-Volkszählungsbüro gibt für Cold Spring Harbor eine Fläche von 9,9 km² an. 9,5 km² davon sind Land und 0,4 km², etwa 4 % der Gesamtfläche, Wasser.

## Demographie
Die Volkszählung von 2000 ergab 4975 Einwohner in 1753 Haushalten und 1416 Familien. Die Bevölkerungsdichte betrug 516,4/km². Es gab 1790 Wohngebäude (durchschnittlich 185,8 je km²). Die Bevölkerung bestand zu 97,03 % aus Weißen, 0,42 % Afroamerikanern, 0,02 % indianischer Herkunft, 1,31 % Asiaten; 0,24 % der Einwohner waren nach eigener Aussage anderer ethnischer Abstammung, 0,98 % gaben für sich zwei oder mehr Abstammungen an.
Von den 1753 Haushalten hatten 38,8 % Kinder unter 18 Jahren, 71,8 % waren verheiratet. 7,1 % hatten eine Frau als alleinigen Haushaltsvorstand, 19,2 % waren keine Familien. 14,9 % aller Haushalte bestanden aus Einzelpersonen, von denen 5,8 % mindestens 65 Jahre alt waren. Die durchschnittliche Größe eines Haushalts betrug 2,84 Personen; für eine Familie belief sich dieser Wert auf 3,15 Personen.
26,7 % der Einwohner waren zum Zeitpunkt der Volkszählung jünger als 18 Jahre, 4,2 % zwischen 18 und 24, 28,9 % zwischen 25 und 44, 26,9 % zwischen 45 und 64 und 13,4 % waren 65 Jahre oder älter. Das Durchschnittsalter betrug 40 Jahre. Insgesamt kamen auf je 100 Frauen 94,9 Männer, auf je 100 Frauen über 18 Jahre kamen 92,1 Männer.
Das Durchschnittseinkommen für einen Haushalt betrug 101.122 US-Dollar, das Durchschnittseinkommen für eine Familie 112.441 US-Dollar. Männer hatten ein Durchschnittseinkommen von 78.984 US-Dollar, Frauen hingegen nur 44.464 US-Dollar. Das durchschnittliche Pro-Kopf-Einkommen lag bei 52.403 US-Dollar. Ein Einkommen unterhalb der Armutsgrenze wurde festgestellt für: 1,3 % der Familien, 2,2 % der Gesamtbevölkerung sowie 0,4 % der Einwohner unter 18 und 3,6 % derjenigen über 65 Jahre.

## Söhne und Töchter der Stadt
- Meg Whitman (* 1956), Managerin und Milliardärin
- Alex Foxen (* 1991), Pokerspieler

### Bewohner
- James D. Watson, Nobelpreisträger, Mitentdecker der DNA-Struktur und ehemaliger Leiter des Cold Spring Harbor Laboratory
- Jacob M. Sucoff, Nobelpreisträger, arbeitete zusammen mit Philo T. Farnsworth und half mit bei der Entwicklung der Kathodenstrahlröhre

### Ehemalige Bewohner
- John Lennon von Mitte der 1970er-Jahre bis zu seinem Tod 1980. (Weiterer Wohnsitz im The Dakota in Manhattan).
- Lindsay Lohan verbrachte einen Teil ihrer Kindheit und Jugend in Cold Spring Harbor.
- Wally Szczerbiak ist NBA Basketballspieler für die Boston Celtics, besuchte früher die Cold Spring Harbor High School.
- Evan Thomas, Journalist, Redakteur und Autor, wuchs in Cold Spring Harbor auf.
- Otto Hermann Kahn, Investmentbanker, errichtete sein Anwesen Oheka Castle am West Gate Drive in Cold Spring Harbor. Oheka wurde in der Zwischenzeit dem Ort Cold Spring Hills zugeschlagen.
- Louis Comfort Tiffany, Glas-Künstler, errichtete sein Anwesen Laurelton Hall in Cold Spring Harbor.
- Ryan Vesce, Eishockey-Profi, spielte in der National Hockey League. Er wuchs in Cold Spring Harbor und Lloyd Harbor auf.

## Cold Spring Harbor in der Pop-Kultur
- Billy Joels erstes Album hatte den Titel Cold Spring Harbor, auf dem Cover war Bill vor dem Strand von Cold Spring Harbor zu sehen.
- Der Roman Cold Spring Harbor (1986) von Richard Yates ist eine Vorstadttragödie, die in den 1940ern spielt.